# 風前の灯火
風前の灯火（ふうぜんのともしび）は、仏教からのことわざ。

## 概要
吹きさらしの場所に灯火が置かれているために、その灯火が消えやすい状態になっていることをいう。ここから転じて、物事が消滅しやすいほど危険な状況に置かれていることを風前の灯火という。人命が危険な状況に置かれていることも風前の灯火という。

### 由来
この言葉は、仏教の書物で用いられている「風中の灯」という例えが由来である。大智度論に風中の灯という言葉が出てきており、そこでは世の中の物事というのは変化して滅び去っていくものであり、これは風中の灯のようなものであると述べられている。仏教では阿弥陀仏の功徳を称えて極楽往生を願う往生講という法会が行われているのであるが、平安時代の僧である永観は、往生講の法式を往生講式に記しており、そこでは一生というのは風前の燭であるということが述べられている。